# Атняш
Атняш (баш. Әтнәш) — село в Караидельском районе Башкортостана, входит в состав Новобердяшского сельсовета.

## Географическое положение
Находится на левом берегу реки Юрюзани.
Расстояние до:
- районного центра (Караидель) 62 км,
- центра сельсовета (Новый Бердяш) 17 км,
- ближайшей ж/д станции (Щучье Озеро) 170 км.

## История
До 2005 года входило в состав Нуримановского района.

## Население
| 2002 | 2009 | 2010 |
| ---- | ---- | ---- |
| 666  | ↘597 | ↘584 |

## События
4 ноября 2006 года Президент Республики Башкортостан М. Г. Рахимов принял участие в открытии железобетонного моста длиной 197 метров через реку Юрюзань, в строительство которого было вложено 100 миллионов рублей из бюджета республики. Одновременно был введен в эксплуатацию участок новой автомобильной дороги Шамратово — Атняш.